# Ikke-naturaliserede adelsslægter i Danmark
Der lever i Danmark en række udenlandske adelsslægter, som aldrig er blevet naturaliseret som dansk adel. De regnes således ikke til den danske adel, men er adelige i deres oprindelseslande.

## Haandbog over den ikke naturaliserede Adel
Theodor Hauch-Fausbøll har for "Forbundet af ikke naturaliserede Adelsslægter i Danmark" udgivet Haandbog over den ikke naturaliserede Adel (1. udg. 1917, 2. udg. 1933) som en opgørelse over de ikke-naturaliserede adelsslægter, der levede i Danmark på udgivelsestidspunktet. Disse slægter er bl.a.:
Denne liste er ufuldstændig; hjælp gerne med at udfylde den.
- d'Auchamp
- Bibow
- Briand de Crèvecœur - Slægten er listet i Hauch-Fausbølls bog, men er ikke adelig.
- Dahlerup
- Dompierre de Jonquières
- Du Plessis de Richelieu
- Ripperda
- Eggers
- Freiesleben
- Haffner
- de Hemmer
- (von der) Hude
- Lotzbeck
- Magius
- Normann
- Myschetzky
- d'Origny
- Platen(-Hallermund)
- von der Recke
- Rosen
- Schindel
- Schlegel
- Seydewitz
- Stricker
- Syberg
- Wimpffen

## Slægter, som var uddøde i 1917
Dertil kommer de ikke naturaliserede slægter i Danmark, som var uddøde i Danmark i 1917 og derfor ikke nævnt hos Hauch-Fausbøll:

Denne liste er ufuldstændig; hjælp gerne med at udfylde den.
- Abbestée
- Cheusses
- Cicignon
- Damas de Cormaillon
- Desroches de Parthenay
- Dombroick
- du Plat
- Du Val de la Pottrie
- Franck de Franckenau
- von Fyren/Führen
- Gaffron
- Grambow
- Hahn
- Heinen
- Koss
- Krefting/Kräfting
- Langen
- von der Pfordten
- Rault (?)
- Reichau
- Suzannet de La Forest
- Warnstedt

## Ikke-naturaliserede adelsslægter, som er kommet til Danmark siden 1933
Slutteligt er der en række ikke-naturaliserede slægter, som har taget fast ophold i Danmark efter 1933:

Denne liste er ufuldstændig; hjælp gerne med at udfylde den.
- von Gouda tot Stolvijk[kilde mangler]